# Don Chisciotte alle nozze di Gamace
Don Chisciotte alle nozze di Gamace è un'opera in due atti di Antonio Salieri, su libretto di Giovanni Gastone Boccherini. La prima rappresentazione ebbe luogo al Burgtheater di Vienna il 6 gennaio 1771.

## Trama
Don Chisciotte e Sancio Pancia vengono invitati alle nozze tra Gamace e Chitteria. Quando giungono anche il cavalier del Bosco e Nasone cominciano le schermaglie tra i cavalieri e i rispettivi scudieri, ma tutto finisce in concordia; Don Chisciotte e il cavalier del Bosco sono testimoni alle nozze, poi Don Chisciotte  si prepara a partire per gloriose imprese sognando l'amore di Dulcinea.

## Discografia
- L'ouverture di Don Chisciotte alle nozze di Gamace è compresa in Salieri: Overtures, CD pubblicato da Naxos. Direttore Michael Dittrich; orchestra della Radio Slovacca.[2]